# Авенин (фосфат)
Авенин [О,О-Диметил(N-изопропоксикарбомоил) фосфат] — органическое соединение класса карбаматов и фосфатов.

## Внешний вид и свойства
Прозрачная бесцветная жидкость, не растворимая в воде. Слаботоксичен.

## Применение
Применяется в качестве инсектицида для борьбы с некоторыми видами свекловичного долгоносика.